# Heinrich von Lüttwitz
Heinrich Freiherr von Lüttwitz (Krumpach, 6 de Dezembro de 1896 - Neuburg em 9 de outubro de 1969) foi um General alemão durante a Segunda Guerra Mundial, comandando algumas unidades Panzer.

## Biografia
Foi um oficial cadete em 1914 e serviu no Regimento Ulhans. Após o termino da Primeira Guerra Mundial ele continuou a sua carreira na Cavalaria.
Em setembro de 1939, se tornou Oberstleutnant e comandante de um Batalhão de motocicletas (Krad.Schtz.Btl. 59). Promovido para Oberst em 1 de Outubro de 1941, ele teve uma rápida ascensão pelas patentes seguintes: Generalmajor em 1 de dezembro de 1942, Generalleutnant em 1 de junho de 1943 e General der Panzertruppe em 1 de novembro de 1944.
Durante este período, ele teve uma série de comandos panzer ou de tropas motorizadas: Pz.Gr.Rgt. 59 (2 de julho de 1941), 20. Schtz.Brig. (1 de junho de 1942), 20ª Divisão Panzer (1 de Outubro de 1942), 2ª Divisão Panzer (1 de fevereiro de 1944), XXXXVII Corpo Panzer (5 de setembro de 1944).
Faleceu em Neuburg em 9 de outubro de 1969.

## Condecorações
Foi condecorado com a Cruz de Cavaleiro da Cruz de Ferro (27 de maio de 1942), com Folhas de Carvalho (3 de setembro de 1944, n°571) e Espadas (9 de maio de 1945 n° 157) e a Cruz Germânica em Ouro (19 de dezembro de 1941).